# San Ángel, Michoacán
San Ángel är en ort i kommunen Morelos i delstaten Michoacán i Mexiko. Samhället hade 360 invånare vid folkräkningen år 2020.